# Nati nel 1971/Agosto
| Questa pagina contiene informazioni ricavate automaticamente dalle voci biografiche con l'ausilio del template Bio e di un bot. L'aggiornamento è periodico e automatico e ricostruisce completamente la pagina. Se manca una persona in questa lista, sei pregato di non aggiungerla, ma accertati piuttosto che la sua voce biografica contenga il template Bio e che i dati anagrafici siano correttamente compilati. Se il template Bio manca, inseriscilo tu stesso o, in alternativa, metti l'avviso {{tmp\|Bio}} che ne segnala la mancanza. Se i dati riportati sono sbagliati, correggi direttamente la voce biografica; le modifiche saranno visibili in questa lista entro pochi giorni. Per chiarimenti vedi il progetto biografie. La lista contiene solo le 349 persone che sono citate nell'enciclopedia e per le quali è stato implementato correttamente il template Bio. Pagina aggiornata al 18 ago 2025. |

- 1º agosto - Nicola Bartolini Carrassi, doppiatore e giornalista italiano
- 1º agosto - Simona Bordonali, politica italiana
- 1º agosto - Michael Ehré, batterista, chitarrista e bassista tedesco
- 1º agosto - Ágúst Gylfason, ex calciatore islandese
- 1º agosto - Natacha Lesueur, fotografa svizzera
- 1º agosto - Sergej Mandreko, calciatore tagiko († 2022)
- 1º agosto - Mario Mazzoleni, ex arbitro di calcio italiano
- 1º agosto - Aleksej Nikolaev, arbitro di calcio russo
- 1º agosto - Bülent Uygun, allenatore di calcio e ex calciatore turco
- 1º agosto - Samantha Warriner, triatleta neozelandese
- 2 agosto - Timothy DiDuro, batterista statunitense
- 2 agosto - Ángel Fernández, ex calciatore ecuadoriano
- 2 agosto - Sergej Filippenkov, calciatore e allenatore di calcio russo († 2015)
- 2 agosto - Michael Hughes, allenatore di calcio e ex calciatore nordirlandese
- 2 agosto - Julie Parisien, ex sciatrice alpina statunitense
- 2 agosto - Dick Schreuder, allenatore di calcio e ex calciatore olandese
- 2 agosto - Massimiliano Tacchinardi, ex calciatore italiano
- 2 agosto - Marina de Van, regista, attrice e sceneggiatrice francese
- 3 agosto - Yoshitoshi ABe, fumettista e animatore giapponese
- 3 agosto - Berni Álvarez, allenatore di pallacanestro e ex cestista spagnolo
- 3 agosto - Satoru Furuta, allenatore di pallacanestro e ex cestista giapponese
- 3 agosto - Alejandro García Padilla, politico portoricano
- 3 agosto - Joffre Lleal, ex cestista spagnolo
- 3 agosto - Zlatibor Lončar, medico e politico serbo
- 3 agosto - Wílmer López, ex calciatore costaricano
- 3 agosto - Issa López, sceneggiatrice, regista e produttrice cinematografica messicana
- 3 agosto - Pascal Renier, ex calciatore belga
- 3 agosto - Kazuaki Tasaka, ex calciatore giapponese
- 4 agosto - Giuliano Bonetto, doppiatore e attore teatrale italiano
- 4 agosto - Brian Bradley, attore, scrittore e produttore cinematografico statunitense
- 4 agosto - Gianluca Capitano, ex pistard italiano
- 4 agosto - Emanuela D'Amico, doppiatrice e dialoghista italiana
- 4 agosto - Sou Fujimoto, architetto giapponese
- 4 agosto - Jeff Gordon, pilota automobilistico statunitense
- 4 agosto - Pasquale Maietta, ex politico e dirigente sportivo italiano
- 4 agosto - Nemanja Miljanović, allenatore di calcio e ex calciatore svedese
- 4 agosto - João Pedro Sousa, allenatore di calcio e ex calciatore portoghese
- 4 agosto - Domenico Toscano, allenatore di calcio e ex calciatore italiano
- 4 agosto - Yo-Yo, rapper e attrice statunitense
- 5 agosto - Carmelo Abbate, giornalista e saggista italiano
- 5 agosto - Eric Bernotas, ex skeletonista statunitense
- 5 agosto - Laura Chiesa, ex schermitrice italiana
- 5 agosto - Ramatoulaye Diakhaté, ex cestista senegalese
- 5 agosto - Valdis Dombrovskis, politico lettone
- 5 agosto - Pablo Javier Díaz Stalla, ex calciatore spagnolo
- 5 agosto - Marco Gerini, pallanuotista italiano
- 5 agosto - Muslim Khučiev, giornalista e politico russo
- 5 agosto - Catherine McKenna, politica canadese
- 6 agosto - Merrin Dungey, attrice statunitense
- 6 agosto - Fatman Scoop, rapper e conduttore radiofonico statunitense († 2024)
- 6 agosto - Federico Giunti, dirigente sportivo, allenatore di calcio e ex calciatore italiano
- 6 agosto - Conor McPherson, regista, sceneggiatore e drammaturgo irlandese
- 6 agosto - Scott Minto, ex calciatore inglese
- 6 agosto - Sydney Penny, attrice statunitense
- 6 agosto - Antonio Trillanes, politico e ex militare filippino
- 7 agosto - Chiara Carminati, scrittrice e traduttrice italiana
- 7 agosto - Gjergji Dema, ex calciatore albanese
- 7 agosto - Gregor Fučka, ex cestista e allenatore di pallacanestro sloveno
- 7 agosto - Valentina Grippo, politica italiana
- 7 agosto - Thierry Guardiola, tennista francese
- 7 agosto - Hsiao Bi-khim, politica e diplomatica taiwanese
- 7 agosto - Ralfs Jansons, ex cestista lettone
- 7 agosto - Gianluigi Paragone, giornalista, conduttore televisivo e ex politico italiano
- 7 agosto - Štefan Rusnák, ex calciatore slovacco
- 7 agosto - Stephan Volkert, ex canottiere tedesco
- 7 agosto - Rachel York, attrice, cantante e doppiatrice statunitense
- 7 agosto - Artūrs Zakreševskis, ex calciatore lettone
- 7 agosto - Alessandro Zannier, musicista e artista italiano
- 7 agosto - Juraj Čobej, ex calciatore slovacco
- 8 agosto - Maurice Beyina, ex cestista e allenatore di pallacanestro francese
- 8 agosto - Egidio Ingrosso, allenatore di calcio e ex calciatore italiano
- 8 agosto - Helene Jarmer, avvocato e politico austriaca
- 8 agosto - Valerij Min'ko, allenatore di calcio e ex calciatore russo
- 8 agosto - Walter Skurko, allenatore di calcio a 5 e ex giocatore di calcio a 5 uruguaiano
- 8 agosto - Ken'ichi Sugano, ex calciatore giapponese
- 9 agosto - Matteo Cremolini, compositore e chitarrista italiano
- 9 agosto - Rodrigo Goldberg, ex calciatore cileno
- 9 agosto - Amy Hood, imprenditrice statunitense
- 9 agosto - Nello Iorio, comico, cabarettista e attore italiano
- 9 agosto - Darko Krsteski, allenatore di calcio e ex calciatore macedone
- 9 agosto - Mack 10, rapper e attore statunitense
- 9 agosto - Mark Povinelli, attore statunitense
- 9 agosto - Davide Rebellin, ciclista su strada italiano († 2022)
- 9 agosto - Roman Romanenko, cosmonauta russo
- 9 agosto - Isabel Schnabel, economista tedesca
- 9 agosto - Nikki Ziering, modella e showgirl statunitense
- 10 agosto - Fábio Assunção, attore brasiliano
- 10 agosto - Francesco Colonnese, allenatore di calcio e ex calciatore italiano
- 10 agosto - Luca Guadagnino, regista, sceneggiatore e produttore cinematografico italiano
- 10 agosto - Roy Keane, allenatore di calcio e ex calciatore irlandese
- 10 agosto - Mario Kindelán, ex pugile cubano
- 10 agosto - Tomoko Matsunaga, ex calciatrice giapponese
- 10 agosto - Vadims Mikuckis, ex calciatore lettone
- 10 agosto - Dwayne Morton, ex cestista statunitense
- 10 agosto - Craig Newsome, ex giocatore di football americano statunitense
- 10 agosto - Kevin Randleman, artista marziale misto statunitense († 2016)
- 10 agosto - Armando Siri, politico italiano
- 10 agosto - Justin Theroux, attore statunitense
- 11 agosto - Francina Armengol, politica spagnola
- 11 agosto - Ryneldi Becenti, ex cestista statunitense
- 11 agosto - Djamel Bouras, ex judoka francese
- 11 agosto - Lidija Dimkovska, scrittrice e poetessa macedone
- 11 agosto - Dwight Ferguson, ex calciatore americo-verginiano
- 11 agosto - Pietro Fusco, dirigente sportivo, allenatore di calcio e ex calciatore italiano
- 11 agosto - Lara Grice, attrice statunitense
- 11 agosto - Aleksandrs Jeļisejevs, ex calciatore lettone
- 11 agosto - Sharon Kam, clarinettista israeliana
- 11 agosto - Tommy Mooney, ex calciatore inglese
- 11 agosto - Nana Ngalula, ex cestista della Repubblica Democratica del Congo
- 11 agosto - Vincenzo Santopadre, allenatore di tennis e ex tennista italiano
- 11 agosto - Javier Sierra, scrittore e giornalista spagnolo
- 11 agosto - Colin von Ettingshausen, ex canottiere tedesco
- 12 agosto - Luca Bellocchio, politologo italiano
- 12 agosto - Michael Ian Black, comico, attore e sceneggiatore statunitense
- 12 agosto - Svitlana Bondarenko, ex nuotatrice ucraina
- 12 agosto - Yvette Nicole Brown, attrice e doppiatrice statunitense
- 12 agosto - Rebecca Gayheart, attrice e ex modella statunitense
- 12 agosto - Kaushik Ghatak, regista indiano
- 12 agosto - Guadalupe Lancho, attrice spagnola
- 12 agosto - Ivo Pertile, saltatore con gli sci italiano
- 12 agosto - Diana van der Plaats, ex nuotatrice olandese
- 12 agosto - Pete Sampras, ex tennista statunitense
- 12 agosto - Marc Streel, ex ciclista su strada belga
- 12 agosto - Eugen Teodorovici, politico e funzionario rumeno
- 12 agosto - Mihailo Uvalin, allenatore di pallacanestro serbo
- 12 agosto - Francesca Valla, scrittrice e personaggio televisivo italiana
- 12 agosto - Marcelo Vega, ex calciatore cileno
- 13 agosto - Tomoe Abe, ex maratoneta e ultramaratoneta giapponese
- 13 agosto - Slađan Ašanin, ex calciatore croato
- 13 agosto - Paolo Barbieri, illustratore italiano
- 13 agosto - Moritz Bleibtreu, attore tedesco
- 13 agosto - Jean-Luc Chabanon, scacchista francese
- 13 agosto - Lorenzo Crespi, attore italiano
- 13 agosto - Oksana Dovhaljuk, ex cestista ucraina
- 13 agosto - Luiz Carlos Guarnieri, ex calciatore brasiliano
- 13 agosto - Kazuyuki Kyōya, ex calciatore e cestista giapponese
- 13 agosto - Heike Makatsch, attrice tedesca
- 13 agosto - Ifeoma Ozoeze, ex multiplista italiana
- 13 agosto - Aaron Tesser, musicista italiano
- 13 agosto - Camille Thompson, ex cestista canadese
- 13 agosto - Tragedy Khadafi, rapper e produttore discografico statunitense
- 13 agosto - Vladimir Vdovičenkov, attore russo
- 14 agosto - Au Wai Lun, ex calciatore e ex giocatore di calcio a 5 hongkonghese
- 14 agosto - Raoul Bova, attore italiano
- 14 agosto - Scott Michael Campbell, attore statunitense
- 14 agosto - Benito Carbone, allenatore di calcio e ex calciatore italiano
- 14 agosto - Peter Franzén, attore finlandese
- 14 agosto - Luis Fuentes, ex calciatore cileno
- 14 agosto - Vasiliy Kononov, ex calciatore kirghiso
- 14 agosto - Mark Loretta, ex giocatore di baseball statunitense
- 14 agosto - Edison Mafla, ex calciatore colombiano
- 14 agosto - Pasquale Marino, botanico italiano
- 14 agosto - Andrea Peron, ex ciclista su strada italiano
- 14 agosto - Assunta Randello, calciatrice italiana
- 14 agosto - Guia Risari, scrittrice e traduttrice italiana
- 14 agosto - Adam Timmerman, ex giocatore di football americano statunitense
- 14 agosto - Philipp Wäffler, ex pentatleta svizzero
- 15 agosto - Mario Adinolfi, giornalista, politico e giocatore di poker italiano
- 15 agosto - Jason Chan, attore e produttore cinematografico malese
- 15 agosto - Morten Lindberg, tecnico del suono e produttore discografico norvegese
- 15 agosto - Thomas Lægård, rapper danese
- 15 agosto - Graham McNeill, scrittore britannico
- 15 agosto - Sylvain Ripoll, allenatore di calcio e ex calciatore francese
- 15 agosto - Serhij Ščerbakov, ex calciatore sovietico
- 16 agosto - Matthew Bingley, ex calciatore australiano
- 16 agosto - Patrick Bühlmann, allenatore di calcio e ex calciatore svizzero
- 16 agosto - Andrea Di Cintio, allenatore di calcio e ex calciatore italiano
- 16 agosto - Rulon Gardner, ex lottatore statunitense
- 16 agosto - Leonel Herrera Silva, ex calciatore cileno
- 16 agosto - Stefan Klos, ex calciatore tedesco
- 16 agosto - Fredrik Kuoppa, ex biatleta svedese
- 16 agosto - Arnaud Prétot, ex ciclista su strada francese
- 16 agosto - Rafael Quesada, ex calciatore peruviano
- 16 agosto - Matthias Rusterholz, ex velocista svizzero
- 16 agosto - Gabriel Schürrer, allenatore di calcio e ex calciatore argentino
- 16 agosto - Tarek Thabet, allenatore di calcio e ex calciatore tunisino
- 16 agosto - Knut Tørum, allenatore di calcio e ex calciatore norvegese
- 16 agosto - Adrian Williams, allenatore di calcio e ex calciatore inglese
- 16 agosto - Jason Withe, allenatore di calcio e ex calciatore inglese
- 17 agosto - Pavel Cristian Balaj, ex arbitro di calcio rumeno
- 17 agosto - Davide Cordone, allenatore di calcio, dirigente sportivo e ex calciatore italiano
- 17 agosto - Martin Gray, allenatore di calcio e ex calciatore inglese
- 17 agosto - Gonzalo Inzunza Inzunza, criminale messicano († 2013)
- 17 agosto - Fernando Labella, ex cestista argentino
- 17 agosto - Ed Motta, cantante, compositore e produttore discografico brasiliano
- 17 agosto - Filippo Simeoni, ex ciclista su strada italiano
- 17 agosto - Thierry Solère, politico francese
- 17 agosto - Takami Takeuchi, ex cestista giapponese
- 18 agosto - Patrik Andersson, ex calciatore svedese
- 18 agosto - Greg Butler, effettista statunitense
- 18 agosto - Antonio Giannoccaro, ex arbitro di calcio italiano
- 18 agosto - Aphex Twin, musicista e disc jockey britannico
- 18 agosto - Ben Keating, pilota automobilistico statunitense
- 18 agosto - Tom Middleton, musicista, disc jockey e compositore inglese
- 18 agosto - Fausto Orsomarso, politico italiano
- 18 agosto - Marino Pušić, allenatore di calcio e ex calciatore bosniaco
- 18 agosto - Cristian Salvato, ex ciclista su strada italiano
- 18 agosto - Jacob Vargas, attore messicano
- 19 agosto - Carole Delga, politica francese
- 19 agosto - Ibrahim El-Masry, ex calciatore egiziano
- 19 agosto - Mary Joe Fernández, allenatrice di tennis e ex tennista statunitense
- 19 agosto - Rodolfo Giorgetti, allenatore di calcio e ex calciatore italiano
- 19 agosto - Carlos Giró, pilota motociclistico spagnolo
- 19 agosto - Agnieszka Jaroszewicz, ex cestista polacca
- 19 agosto - Giovanni Martusciello, allenatore di calcio e ex calciatore italiano
- 19 agosto - Jaime Ordóñez, attore spagnolo
- 19 agosto - Marios Peukos, ex calciatore cipriota
- 19 agosto - João Pinto, ex calciatore portoghese
- 19 agosto - Miguel Ponce, allenatore di calcio e ex calciatore cileno
- 19 agosto - Andrew Tembo, ex calciatore zambiano
- 19 agosto - Grégory Wimbée, ex calciatore francese
- 20 agosto - Nenad Bjelica, allenatore di calcio e ex calciatore croato
- 20 agosto - Rossella Brescia, ballerina, conduttrice televisiva e conduttrice radiofonica italiana
- 20 agosto - Mike Candys, disc jockey svizzero
- 20 agosto - Rébecca Dautremer, illustratrice francese
- 20 agosto - Eduardo Halfon, scrittore guatemalteco
- 20 agosto - Rikiya Kawamae, ex calciatore giapponese
- 20 agosto - Juan Marén, ex lottatore cubano
- 20 agosto - Paolo Monzecchi, ex cestista italiano
- 20 agosto - Ke Huy Quan, attore vietnamita
- 20 agosto - Aleksandr Šefer, dirigente sportivo e ex ciclista su strada kazako
- 20 agosto - Steve Stone, allenatore di calcio e ex calciatore inglese
- 20 agosto - David Walliams, attore, comico e scrittore britannico
- 21 agosto - Megan Abbott, scrittrice statunitense
- 21 agosto - Mamadou Diallo, ex calciatore senegalese
- 21 agosto - Liam Howlett, disc jockey e musicista britannico
- 21 agosto - Jan Hempel, ex tuffatore tedesco
- 21 agosto - Ivan Matteoni, ex calciatore sammarinese
- 21 agosto - Daniele Moretti, dirigente sportivo, allenatore di calcio e ex calciatore italiano
- 21 agosto - Roberta Pedranzini, scialpinista italiana
- 21 agosto - Lou Pote, ex giocatore di baseball statunitense
- 21 agosto - Jairo Ramos, ex giocatore di baseball e allenatore di baseball venezuelano
- 22 agosto - Valentin Areh, giornalista sloveno
- 22 agosto - Richard Armitage, attore britannico
- 22 agosto - Glen De Boeck, allenatore di calcio e ex calciatore belga
- 22 agosto - Jeff Escalante, ex cestista e politico ecuadoriano
- 22 agosto - Jesús García Sanjuán, ex calciatore spagnolo
- 22 agosto - Oswald Haselrieder, ex slittinista italiano
- 22 agosto - Gianfranco Maraniello, storico dell'arte italiano
- 22 agosto - Pichet Piasai, ex giocatore di calcio a 5 thailandese
- 22 agosto - Lorenzo Scoles, conduttore radiofonico, conduttore televisivo e autore televisivo italiano
- 22 agosto - Elena Vannoni, regista teatrale e costumista italiana
- 22 agosto - Martín Vellisca, ex calciatore spagnolo
- 22 agosto - Rick Yune, attore, artista marziale e ex modello statunitense
- 23 agosto - Demetrio Albertini, dirigente sportivo e ex calciatore italiano
- 23 agosto - Luigi Bugiardini, allenatore di calcio e ex calciatore italiano
- 23 agosto - Aaron Douglas, attore canadese
- 23 agosto - Hugh Douglas, ex giocatore di football americano statunitense
- 23 agosto - Loïc Druon, ex calciatore francese
- 23 agosto - Alessandro Hellmann, scrittore italiano
- 23 agosto - Filippo Medri, allenatore di calcio e ex calciatore italiano
- 23 agosto - Damiano Pippi, ex pallavolista italiano
- 23 agosto - Gretchen Whitmer, politica statunitense
- 24 agosto - Evers Burns, ex cestista e allenatore di pallacanestro statunitense
- 24 agosto - Antoaneta Frenkeva, nuotatrice bulgara
- 24 agosto - Aileen McLeod, politica britannica
- 24 agosto - Frida Nacinovich, giornalista e scrittrice italiana
- 24 agosto - Heremaia Ngata, ex calciatore neozelandese
- 24 agosto - Amy Spanger, attrice e cantante statunitense
- 25 agosto - Martín Conde, ex giocatore di beach volley argentino
- 25 agosto - Crash Holly, wrestler statunitense († 2003)
- 25 agosto - Pëtr Ivaška, ex biatleta bielorusso
- 25 agosto - Guillermo Jordan, arciere boliviano
- 25 agosto - Wilfrid Montilas, allenatore di calcio e ex calciatore haitiano
- 25 agosto - Peter Oldring, attore canadese
- 25 agosto - Nathan Page, attore australiano
- 25 agosto - David Vendetta, disc jockey e produttore discografico francese
- 25 agosto - John Parco, allenatore di hockey su ghiaccio e ex hockeista su ghiaccio canadese
- 25 agosto - Claire Rushbrook, attrice britannica
- 25 agosto - Francisco Javier Sánchez Broto, imprenditore e ex calciatore spagnolo
- 25 agosto - Gilberto Simoni, ex ciclista su strada e mountain biker italiano
- 25 agosto - Glenn Ståhl, allenatore di calcio e ex calciatore svedese
- 25 agosto - Fernanda Takai, cantante, musicista e scrittrice brasiliana
- 25 agosto - Joby Talbot, compositore britannico
- 25 agosto - Vazha Tarkhnishvili, ex calciatore georgiano
- 26 agosto - Charles Friedek, ex triplista tedesco
- 26 agosto - Lisard González, ex cestista spagnolo
- 26 agosto - Osman Özköylü, allenatore di calcio e ex calciatore turco
- 26 agosto - Giuseppe Pancaro, allenatore di calcio e ex calciatore italiano
- 26 agosto - Kevin Rankin, ex cestista statunitense
- 26 agosto - Thalía, cantante, compositrice e attrice messicana
- 26 agosto - Nicky Summerbee, ex calciatore inglese
- 26 agosto - Karim Sène, ex astista senegalese
- 27 agosto - Dirk Baldinger, dirigente sportivo e ex ciclista su strada tedesco
- 27 agosto - Julian Cheung, cantante e attore cinese
- 27 agosto - Ernest Faber, ex calciatore, allenatore di calcio e dirigente sportivo olandese
- 27 agosto - Makīs Giatras, allenatore di pallacanestro greco
- 27 agosto - Miljan Goljović, ex cestista sloveno
- 27 agosto - Steve Harkness, ex calciatore inglese
- 27 agosto - Luis Herrera, ex tennista messicano
- 27 agosto - Karsten Hutwelker, allenatore di calcio e ex calciatore tedesco
- 27 agosto - Ivan Ivanov, ex sollevatore bulgaro
- 27 agosto - Mun Gyeong-eun, ex cestista sudcoreano
- 27 agosto - Glen Osborne, ex rugbista a 15 e conduttore televisivo neozelandese
- 27 agosto - Kelly Rolleston, ex rugbista a 15, allenatore di rugby a 15 e dirigente sportivo neozelandese
- 27 agosto - Felix da Housecat, disc jockey e produttore discografico statunitense
- 27 agosto - Edson Tortolero, ex calciatore venezuelano
- 28 agosto - Katia Aere, paraciclista e apneista italiana
- 28 agosto - Nikola Bulatović, ex cestista e allenatore di pallacanestro montenegrino
- 28 agosto - Bill Edwards, ex cestista statunitense
- 28 agosto - Todd Eldredge, ex pattinatore artistico su ghiaccio statunitense
- 28 agosto - Janet Evans, ex nuotatrice statunitense
- 28 agosto - Daniel Goddard, attore e modello australiano
- 28 agosto - Dave Hughes, produttore televisivo e editore statunitense
- 28 agosto - Atsushi Inaba, autore di videogiochi e imprenditore giapponese
- 28 agosto - Savvas Kōnstantinou, ex calciatore cipriota
- 28 agosto - Jabulile Mashwama, politica swazilandese
- 28 agosto - Juan Enrique Maturana, pilota motociclistico spagnolo
- 28 agosto - Andreas Ottosson, ex calciatore svedese
- 28 agosto - Agustí Roc Amador, scialpinista spagnolo
- 28 agosto - Uwe Schneider, ex calciatore tedesco
- 28 agosto - Joann Sfar, fumettista, illustratore e scrittore francese
- 29 agosto - Mark Bomback, sceneggiatore statunitense
- 29 agosto - Tina Bøttzau, ex pallamanista danese
- 29 agosto - Candis Cayne, attrice statunitense
- 29 agosto - Don Davis, politico statunitense
- 29 agosto - Carla Gugino, attrice e ex modella statunitense
- 29 agosto - John Robinson, ex calciatore gallese
- 29 agosto - Iulică Ruican, ex canottiere rumeno
- 29 agosto - Davor Rupnik, allenatore di calcio e ex calciatore croato
- 29 agosto - Marco Sandy, allenatore di calcio e ex calciatore boliviano
- 29 agosto - Martina Šimkovičová, conduttrice televisiva e politica slovacca
- 30 agosto - Simone Erba, ex calciatore italiano
- 30 agosto - Lars Frederiksen, chitarrista e cantante statunitense
- 30 agosto - Idalmis Gato, ex pallavolista cubana
- 30 agosto - Hiroki Hattori, ex calciatore giapponese
- 30 agosto - Mizuki Kawashita, fumettista giapponese
- 30 agosto - Ole Klemetsen, pugile norvegese
- 30 agosto - Marianne Kriel, ex nuotatrice sudafricana
- 30 agosto - Max Laudadio, conduttore televisivo, conduttore radiofonico e attore teatrale italiano
- 30 agosto - Michael Lichtenegger, ex sciatore alpino austriaco
- 30 agosto - Megan McArthur, astronauta e oceanografa statunitense
- 30 agosto - Zvonko Milojević, ex calciatore serbo
- 30 agosto - Kasia Nosowska, cantante polacca
- 30 agosto - Pago, cantante e personaggio televisivo italiano
- 30 agosto - Evelyn Williamson, triatleta neozelandese
- 31 agosto - Nobuatsu Aoki, pilota motociclistico giapponese
- 31 agosto - Virna Dias, ex pallavolista brasiliana
- 31 agosto - Fabrice Gougot, ex ciclista su strada francese
- 31 agosto - Pádraig Harrington, golfista irlandese
- 31 agosto - Thomas Hill, ex cestista statunitense
- 31 agosto - Junior Jack, disc jockey e produttore discografico italiano
- 31 agosto - Luciano Mularoni, allenatore di calcio e ex calciatore sammarinese
- 31 agosto - Kinga Preis, attrice polacca
- 31 agosto - Jason Presson, attore statunitense
- 31 agosto - Vadim Viktorovič Repin, violinista russo
- 31 agosto - Tommaso Russo, ex pugile italiano
- 31 agosto - Chris Tucker, attore e comico statunitense
- 31 agosto - Alicia Villarreal, cantante messicana